# Brachymeria
Brachymeria ist die einzige Gattung der Unterfamilie Brachymeriinae innerhalb der Erzwespenfamilie Chalcididae. Die Gattung wurde 1829 von dem englischen Entomologen John Obadiah Westwood erstbeschrieben. Die Typusart ist Vespa minuta Linnaeus, 1766.

## Taxonomie
Im Jahr 1938 spaltete Mani die Chalcididae auf und führte dabei die Tribus Brachymerariae innerhalb der Unterfamilie Chalcidinae ein. Habu (1960) teilte die Chalcididae in 5 Unterfamilien auf, darunter die Brachymeriinae. Die taxonomische Stellung der Gruppe ist immer noch umstritten und manche Autoren führen sie als Tribus Brachymeriini innerhalb der Chalcidinae. Molekularbiologische Studien von Cruard et al. (2020) unterstützten den Unterfamilien-Status der Gruppe. Cruard et al. (2020) untersuchten Exemplare der Typusarten der verschiedenen Gattungen der Brachymeriinae und kamen zu dem Schluss, dass nur Brachymeria valide sei.

## Merkmale
Die hinteren Femora sind wie bei allen Chalcididae verdickt. Weitere Merkmale der Brachymeriinae sind eine relativ flache Frons sowie die Fühlereinlenkungen am Unterrand der Facettenaugen oder darunter. Die Stellung der Brachymeriinae wird nach Cruard et al. (2020) durch folgende 7 Apomorphien gestützt. Der hintere tentoriale Arm bildet einen einfachen, dicken und stark sklerotisierten Fortsatz. Die männlichen Geißelglieder besitzen auf der Unterseite modifizierte Härchen. Das Metepisternum weist zwei submediane Carinae (Kämme) auf, die nach hinten zwischen den Metacoxae zusammenlaufen. Der erste Hamulus ist von den anderen entfernt. Der Apex der Metatibien ist diagonal abgeschnitten, die posteroventrale Ecke ist spitz. Die hinteren tarsalen Klauen weisen eine spezielle spatelförmige Borste (Seta) auf. Weiterhin weist das Propodeum eine dicht behaarte anterolaterale Areola auf. Außerdem ist die Spitze des Hypopygiums nahe der Gasterspitze.

## Verbreitung
Die Gattung Brachymeria ist weltweit verbreitet. Im deutschsprachigen Raum ist die Gattung mit 10 Arten vertreten: B. femorata, B. inermis, B. minuta, B. moerens, B. obtusata, B. parvula, B. podagrica, B. rugulosa, B. secundaria und B. tibialis.

## Lebensweise
Viele Brachymeria-Arten sind als solitäre Endoparasiten von Schmetterlingspuppen bekannt. Es werden aber auch Larven anderer Insekten  wie Zweiflügler (Diptera) parasitiert. Weiterhin gibt es einige wenige Arten, die Hyperparasiten von Zweiflüglern und anderen Hautflüglern darstellen. Da einige Wirte als Agrarschädlinge gelten, sind einzelne Brachymeria-Arten im Fokus von Studien zu deren Einsatz in der biologischen Schädlingsbekämpfung.

## Innere Systematik
Die Gattung Brachymeria umfasst mehr als 300 Arten.
- Brachymeria acarinatus (Schmitz, 1946)
- Brachymeria achterbergi Narendran, 1989
- Brachymeria aculeata (Walker, 1862)
- Brachymeria acuticarinalis Liao & Chen, 1983
- Brachymeria aeca Burks, 1960
- Brachymeria aegyptiaca Masi, 1931
- Brachymeria africa Masi, 1929
- Brachymeria agonoxenae Fullaway, 1950
- Brachymeria alba Sheikh, Malik & Ahmed, 1987
- Brachymeria alberti (Schmitz, 1946)
- Brachymeria albicrus (Klug, 1834)
- Brachymeria albipes (Kieffer, 1905)
- Brachymeria albisquama Kriechbaumer, 1894
- Brachymeria albitegula (Girault, 1915)
- Brachymeria albotibialis (Ashmead, 1904)
- Brachymeria aligherei (Girault, 1927)
- Brachymeria alternipes (Walker, 1871)
- Brachymeria ambonensis Narendran, 1989
- Brachymeria amenocles (Walker, 1846)
- Brachymeria amenocles (Walker, 1846)
- Brachymeria ancilla Masi, 1951
- Brachymeria angusta (Girault & Dodd, 1915)
- Brachymeria annulata (Fabricius, 1793)
- Brachymeria anselmi (Girault, 1926)
- Brachymeria apicalis Husain & Agarwal, 1989
- Brachymeria apicicornis (Cameron, 1911)
- Brachymeria argenteopilosa (Radoszkowski, 1876)
- Brachymeria argenteopilosa (Radoszowski, 1876)
- Brachymeria atricorpus (Girault, 1915)
- Brachymeria atridens (Waterston, 1922)
- Brachymeria atteviae Joseph, Narendran & Joy, 1972
- Brachymeria aurea (Girault, 1915)
- Brachymeria australiensis (Girault, 1913)
- Brachymeria banksi (Ashmead, 1905)
- Brachymeria bauhiniae (Steffan, 1951)
- Brachymeria bayoni Masi, 1929
- Brachymeria beijingensis Liao & Chen, 1983
- Brachymeria bengalensis (Cameron, 1897)
- Brachymeria bicolor (Girault, 1912)
- Brachymeria bicolorata Khokhar, Qadri & Ahmed, 1971
- Brachymeria bilobata (Cameron, 1905)
- Brachymeria boranensis Masi, 1939
- Brachymeria borealis (Girault, 1915)
- Brachymeria bottegi Masi, 1929
- Brachymeria bouceki Narendran, 1978
- Brachymeria brevicornis (Klug, 1834)
- Brachymeria brisbanensis (Girault, 1915)
- Brachymeria browningi (Girault, 1915)
- Brachymeria brunneipennis (Schmitz, 1946)
- Brachymeria burksi Chhotani, 1966
- Brachymeria butae (Schmitz, 1946)
- Brachymeria cabira (Walker, 1838)
- Brachymeria cactoblastidis Blanchard, 1935
- Brachymeria caesar (Girault, 1926)
- Brachymeria cailliaudi (Montrouzier, 1864)
- Brachymeria calopeplae Joseph, Narendran & Joy, 1972
- Brachymeria carbonaria (Zehntner, 1906)
- Brachymeria carinata Joseph, Narendran & Joy, 1970
- Brachymeria carinatifrons Gahan, 1936
- Brachymeria caudigera Boucek, 1992
- Brachymeria ceratoniae Delvare, 2011
- Brachymeria citrea Steffan, 1954
- Brachymeria clavigera Steffan, 1955
- Brachymeria columbiana (Howard, 1885)
- Brachymeria compacta (Walker, 1862)
- Brachymeria compestris Husain & Agarwal, 1982
- Brachymeria compsilurae (Crawford, 1911)
- Brachymeria confalonierii Masi, 1929
- Brachymeria corneillei (Girault, 1924)
- Brachymeria cosmophilae (Girault, 1925)
- Brachymeria costalimai Delvare, 2017
- Brachymeria cowani (Kirby, 1883)
- Brachymeria coxodentata Joseph, Narendran & Joy, 1970
- Brachymeria criculae (Kohl, 1889)
- Brachymeria croceogastralis Joseph, Narendran & Joy, 1972
- Brachymeria curtisi (Girault, 1915)
- Brachymeria debauchei (Schmitz, 1946)
- Brachymeria decens (Girault, 1929)
- Brachymeria deesae (Cameron, 1906)
- Brachymeria deesensis (Cameron, 1905)
- Brachymeria denieri Blanchard, 1942
- Brachymeria dentata Rafi, Malik & Ahmed, 1987
- Brachymeria discreta Gahan, 1942
- Brachymeria donganensis Liao & Chen, 1983
- Brachymeria dumbrodyensis (Cameron, 1907)
- Brachymeria dunensis Joseph, Narendran & Joy, 1972
- Brachymeria edna (Girault, 1927)
- Brachymeria encarpae Ubaidillah, 1996
- Brachymeria erythraea Masi, 1936
- Brachymeria eublemmae (Steffan, 1951)
- Brachymeria euploeae (Westwood, 1837)
- Brachymeria excarinata Gahan, 1925
- Brachymeria falsosa (Vachal, 1907)
- Brachymeria feae Masi, 1929
- Brachymeria femorata (Panzer, 1801)
- Brachymeria fervida (Walker, 1852)
- Brachymeria fijiensis Ferriere, 1929
- Brachymeria fiskei (Crawford, 1910)
- Brachymeria flavipes (Fabricius, 1793)
- Brachymeria flavopicta (Ashmead, 1904)
- Brachymeria flavotarsalis Husain & Agarwal, 1989
- Brachymeria flegiae Burks, 1960
- Brachymeria froggatti (Cameron, 1912)
- Brachymeria fulvitarsis (Cameron, 1906)
- Brachymeria funesta Habu, 1960
- Brachymeria fuscipennis (Girault, 1911)
- Brachymeria gauhatiensis Farooqi, Husain & Ghai, 1991
- Brachymeria gigantica Joseph, Narendran & Joy, 1972
- Brachymeria glabrialis Liao & Chen, 1983
- Brachymeria globata Steffan, 1954
- Brachymeria gribodiana Masi, 1951
- Brachymeria grisselli (Narendran & Varghese, 1989)
- Brachymeria habui Ozdikmen, 2011
- Brachymeria hammari (Crawford, 1915)
- Brachymeria hattoriae Habu, 1961
- Brachymeria hayati Narendran, 1989
- Brachymeria hearseyi (Kirby, 1883)
- Brachymeria hercules (Girault, 1913)
- Brachymeria hibernalis Askew, 1991
- Brachymeria hime Habu, 1960
- Brachymeria humilicrus (Girault, 1939)
- Brachymeria hyalinipennis (Girault, 1911)
- Brachymeria hypolycaenae (Girault, 1915)
- Brachymeria implexa (Walker, 1862)
- Brachymeria incerta (Cresson, 1865)
- Brachymeria indica (Krausse, 1917)
- Brachymeria indignator (Walker, 1862)
- Brachymeria inermis (Fonscolombe, 1840)
- Brachymeria inornata (Masi, 1940)
- Brachymeria integra (Haldeman, 1844)
- Brachymeria internata (Walker, 1862)
- Brachymeria jambolana Gahan, 1942
- Brachymeria javensis (Girault, 1919)
- Brachymeria jayaraji Joseph, Narendran & Joy, 1972
- Brachymeria jiandeensis Yang & Yao, 2015
- Brachymeria jingdongensis Chen & Liao, 1985
- Brachymeria jinghongensis Liao & Chen, 1983
- Brachymeria jinpingensis Chen & Liao, 1985
- Brachymeria judaei (Girault, 1937)
- Brachymeria juno (Girault, 1927)
- Brachymeria kafimu Rafi, Malik & Ahmed, 1987
- Brachymeria kamijoi Habu, 1960
- Brachymeria karachiensis Ishrat & Malik, 1986
- Brachymeria kassalensis (Kirby, 1886)
- Brachymeria kivuensis (Schmitz, 1946)
- Brachymeria koehleri Blanchard, 1935
- Brachymeria kraussi (Narendran & Varghese, 1989)
- Brachymeria kuchingensis (Cameron, 1911)
- Brachymeria kurukshetraensis Farooqi, Husain & Ghai, 1991
- Brachymeria kuwayamai Ishii, 1942
- Brachymeria laetiliae Burks, 1960
- Brachymeria laevis Nikolskaya, 1952
- Brachymeria lasus (Walker, 1841)
- Brachymeria leighi (Cameron, 1907)
- Brachymeria libyca (Masi, 1926)
- Brachymeria lingulata Steffan, 1955
- Brachymeria lissostoma (Cameron, 1911)
- Brachymeria longiscaposa Joseph, Narendran & Joy, 1972
- Brachymeria ludlowae (Ashmead, 1904)
- Brachymeria lugubris (Walker, 1871)
- Brachymeria lymantriae Joseph, Narendran & Joy, 1972
- Brachymeria madagascariensis (Kieffer, 1905)
- Brachymeria magrettii Masi, 1929
- Brachymeria mandibulata Sheikh, Malik & Ahmed, 1987
- Brachymeria mangshiensis Chen & Liao, 1985
- Brachymeria manjerica Narendran, 1989
- Brachymeria margaroniae Joseph, Narendran & Joy, 1973
- Brachymeria marginiscutis (Cameron, 1907)
- Brachymeria mariana (Girault, 1927)
- Brachymeria marmonti (Girault, 1924)
- Brachymeria masoodii Jamal Ahmad, 2009
- Brachymeria megaspila (Cameron, 1907)
- Brachymeria megensis Masi, 1943
- Brachymeria menoni Joseph, Narendran & Joy, 1972
- Brachymeria microgaster (Schmitz, 1946)
- Brachymeria minamikawai Habu, 1966
- Brachymeria minuta (Linnaeus, 1767)
- Brachymeria minutissima (Girault, 1926)
- Brachymeria mnestor (Walker, 1841)
- Brachymeria mochica Delvare, 2017
- Brachymeria mochii Masi, 1936
- Brachymeria moerens (Ruschka, 1922)
- Brachymeria molestae Burks, 1960
- Brachymeria multicolor (Kieffer, 1905)
- Brachymeria multidentata Ahmed, Malik & Ahmed, 1987
- Brachymeria neoatteviae Narendran & Khan, 2011
- Brachymeria neomegaspila Farooqi, Husain & Ghai, 1991
- Brachymeria neowiebesina Narendran & Achterberg, 2016
- Brachymeria nephantidis Gahan, 1930
- Brachymeria nigra (Girault, 1911)
- Brachymeria nigricoxa (Girault, 1913)
- Brachymeria nigrifemorata Joseph, Narendran & Joy, 1972
- Brachymeria nigritegularis Joseph, Narendran & Joy, 1972
- Brachymeria nigritibialis Tavares & Navarro-Tavares, 2006
- Brachymeria nitida Joseph, Narendran & Joy, 1973
- Brachymeria nortia (Girault, 1929)
- Brachymeria nosatoi Habu, 1966
- Brachymeria notispina Boucek, 1956
- Brachymeria nursei (Cameron, 1907)
- Brachymeria nyalamensis Liao & Chen, 1983
- Brachymeria oblique Ahmed, Malik & Ahmed, 1987
- Brachymeria obtusata (Foerster, 1859)
- Brachymeria ocellata Samad, Khokhar & Qadri, 1971
- Brachymeria ogyrisidis (Girault, 1922)
- Brachymeria olethria (Waterston, 1914)
- Brachymeria opponens (Walker, 1871)
- Brachymeria oranensis Masi, 1951
- Brachymeria ovata (Say, 1824)
- Brachymeria oxygastra Masi, 1932
- Brachymeria pandani (Girault, 1926)
- Brachymeria pandora (Crawford, 1914)
- Brachymeria paolii Masi, 1929
- Brachymeria paraguayensis (Brethes, 1916)
- Brachymeria parvicorpus (Girault, 1925)
- Brachymeria parvula (Walker, 1834)
- Brachymeria pedalis (Cresson, 1872)
- Brachymeria perflavipes (Girault, 1915)
- Brachymeria persplendidipes (Girault, 1926)
- Brachymeria philornisae Delvare, 2017
- Brachymeria phya (Walker, 1838)
- Brachymeria pilosa Nikolskaya, 1952
- Brachymeria pilosella Steffan, 1954
- Brachymeria piratica (Brues, 1918)
- Brachymeria podagrica (Fabricius, 1787)
- Brachymeria polynesialis (Cameron, 1881)
- Brachymeria pomonae (Cameron, 1912)
- Brachymeria porrecta Steffan, 1954
- Brachymeria porthetrialis Joseph, Narendran & Joy, 1972
- Brachymeria prodeniae (Ashmead, 1904)
- Brachymeria producta (Olivier, 1791)
- Brachymeria providens (Motschulsky, 1863)
- Brachymeria pseudamenocles Masi, 1943
- Brachymeria pseudorugosa Masi, 1951
- Brachymeria pseudovata Blanchard, 1935
- Brachymeria psyche Burks, 1960
- Brachymeria puella (Girault, 1927)
- Brachymeria pyramidea (Fabricius, 1804)
- Brachymeria qadeeri Ishrat & Malik, 1986
- Brachymeria redia (Girault, 1929)
- Brachymeria reflexa Steffan, 1954
- Brachymeria risbeci Steffan, 1954
- Brachymeria rossicorporis Farooqi, Husain & Ghai, 1991
- Brachymeria rossifemorata Husain & Agarwal, 1989
- Brachymeria rubitibialis Liao & Chen, 1983
- Brachymeria rubrifemur (Girault, 1913)
- Brachymeria rufa Steffan, 1954
- Brachymeria rufescens (Cameron, 1906)
- Brachymeria ruficornis (Girault, 1913)
- Brachymeria rufifemur (Girault, 1913)
- Brachymeria rufinigra Liao & Chen, 1983
- Brachymeria rufiventris (Kieffer, 1905)
- Brachymeria rufotibialis Husain & Agarwal, 1982
- Brachymeria rugulosa (Foerster, 1859)
- Brachymeria russelli Burks, 1960
- Brachymeria ryukyuensis Habu, 1963
- Brachymeria salinae Narendran, 1989
- Brachymeria salomonis (Cameron, 1911)
- Brachymeria sanguiniventris (Girault, 1927)
- Brachymeria schuberti (Girault, 1924)
- Brachymeria scutellocarinata Joseph, Narendran & Joy, 1972
- Brachymeria secundaria (Ruschka, 1922)
- Brachymeria securiclavus (Schmitz, 1946)
- Brachymeria semirufa (Walker, 1871)
- Brachymeria semirusula Narendran & Achterberg, 2016
- Brachymeria separata (Walker, 1862)
- Brachymeria sesamiae Gahan, 1928
- Brachymeria setosiella Steffan, 1954
- Brachymeria shakespearei (Girault, 1926)
- Brachymeria shansiensis Habu, 1961
- Brachymeria shelleyi (Girault, 1915)
- Brachymeria shillongensis Joseph, Narendran & Joy, 1972
- Brachymeria sidnica Holmgren, 1868
- Brachymeria silentvalliensis Narendran & Emiliyamma, 2014
- Brachymeria sindhensis Ishrat & Malik, 1986
- Brachymeria slossonae (Crawford, 1910)
- Brachymeria sociator (Walker, 1862)
- Brachymeria somalica Masi, 1929
- Brachymeria stigmosa Steffan, 1958
- Brachymeria straeleni (Schmitz, 1946)
- Brachymeria subconica Boucek, 1992
- Brachymeria subfasciata (Holmgren, 1868)
- Brachymeria subrugosa Blanchard, 1942
- Brachymeria surekae Narendran, 1989
- Brachymeria tachardiae (Cameron, 1913)
- Brachymeria taiwana (Matsumura, 1911)
- Brachymeria tapunensis Joseph, Narendran & Joy, 1972
- Brachymeria tarsalis Motschulsky, 1863
- Brachymeria tegularis (Cresson, 1872)
- Brachymeria tenuicornis (Kieffer, 1905)
- Brachymeria terribilis (Brues, 1918)
- Brachymeria testacea (Blanchard, 1840)
- Brachymeria teuta (Walker, 1841)
- Brachymeria thracis (Crawford, 1911)
- Brachymeria tibialis (Walker, 1834)
- Brachymeria trinidadensis (Narendran & Varghese, 1989)
- Brachymeria tristis Nikolskaya, 1952
- Brachymeria truncata (Schmitz, 1946)
- Brachymeria truncatella Burks, 1967
- Brachymeria ucalegon (Walker, 1846)
- Brachymeria unguttifemur (Girault, 1926)
- Brachymeria vergilii (Girault, 1927)
- Brachymeria veronesini (Girault, 1924)
- Brachymeria vesparum Boucek, 1992
- Brachymeria victoria (Girault, 1913)
- Brachymeria vitripennis (Foerster, 1859)
- Brachymeria wanei Risbec, 1957
- Brachymeria weemsi Burks, 1960
- Brachymeria westwoodi Boucek, 1992
- Brachymeria wiebesina Joseph, Narendran & Joy, 1972
- Brachymeria xanthopus (Schmitz, 1946)
- Brachymeria yamalae (Girault, 1924)
- Brachymeria yunnanensis Liao & Chen, 1983